# Jacareí
Jacareí város Brazíliában, São Paulo államban. Lakosainak száma 240 275 fő (2022). Jacareí Guararema, Santa Branca, Paraibuna, Santa Isabel, Igaratá, Jambeiro és São José dos Campos községekkel határos.

## Népesség
A település népességének változása:
| Lakosok száma | 191 291 | 211 214 | 226 539 | 235 416 | 237 119 | 240 275 |
|               | 2000    | 2010    | 2015    | 2020    | 2021    | 2022    |